# Estlands fängelser

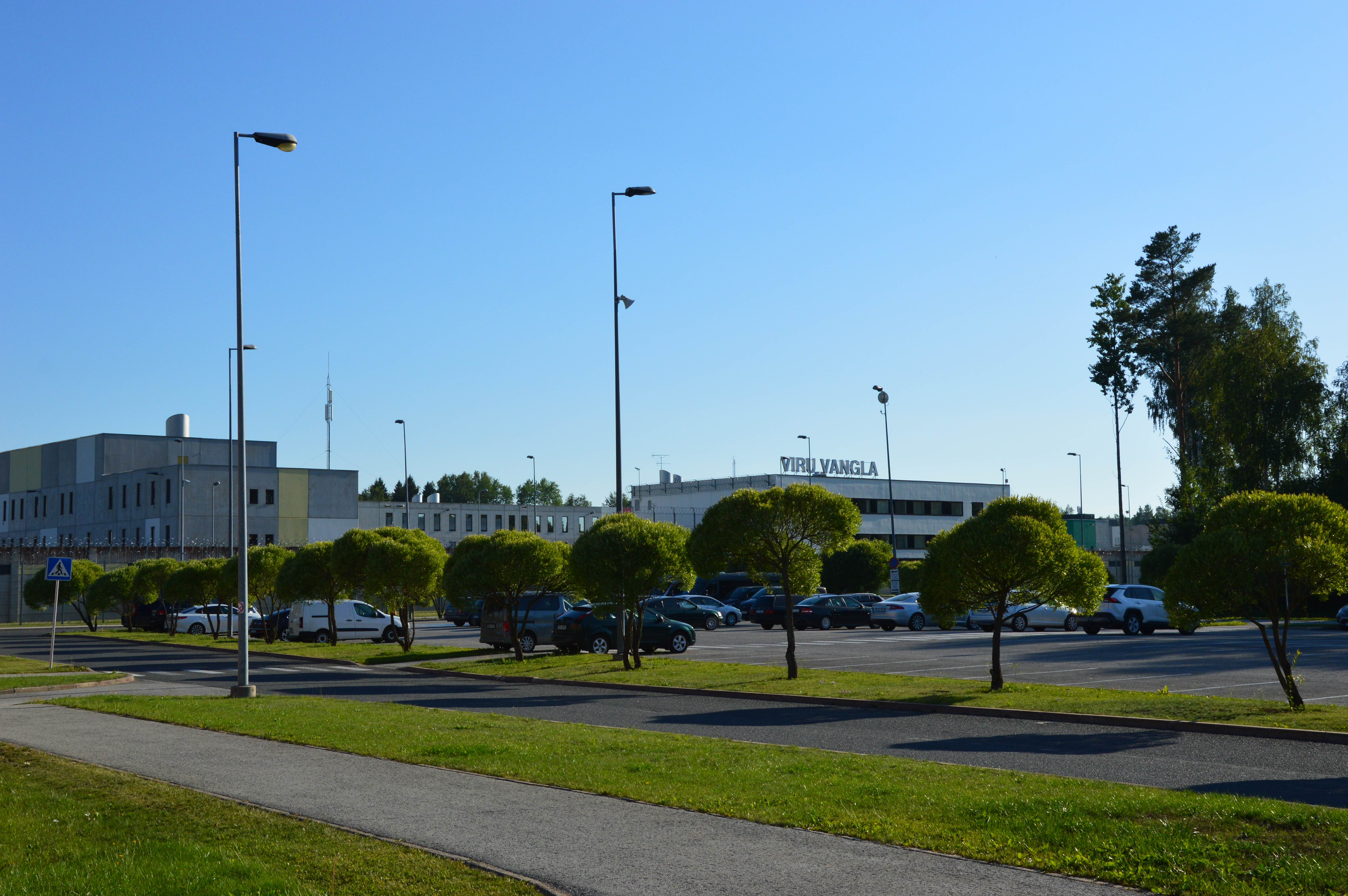
Anstalten Viru

Estlands fängelser är fängelser på Estlands territorium. Sedan 2017 finns det tre fängelser i bruk i Estland: anstalten Tallinn, anstalten Tartu och anstalten Viru.

## Estniska kriminalvården
Fängelserna ägs och förvaltas av den estniska Kriminalvården (Vanglateenistus) i Jõhvi, som lyder under estniska justitiedepartementet. Kriminalvården leds av generaldirektören för kriminalvården och har fyra avdelningar. Utbildning av estnisk kriminalvårdspersonal sker vid Estniska säkerhetshögskolan som lyder under Estniska inrikesdepartementet.
- Säkerhetsavdelningen ser till att säkerheten i fängelserna upprätthålls genom att alla säkerhetsrisker beaktas vid placering av fångar. Avdelningen för register över de intagna och ansvarar för de väpnade insatsgrupperna vid fängelserna. Anstaltscheferna lyder i dessa frågor under chefen för säkerhetsavdelningen.
- Avdelningen för återfallsprevention ser till att fångar är så väl förberedda som möjligt att återvända till samhället efter avtjänat straff. Detta inkluderar utbildningsfrågor för intagna, socialt arbete, hälso- och sjukvård samt drogprevention och rehabilitering. Anstaltscheferna lyder i dessa frågor under chefen för avdelningen för återfallsprevention.
- Avdelningen för juridik och verksamhet arbetar med utveckling av organisationen och personalfrågor på anstalterna. Avdelningen föreslår ny lagstiftning på området, ansvarar för rekrytering och utbildning, budgetfrågor, internationella samarbeten och för extern kommunikation. Anstaltscheferna lyder i dessa frågor under chefen för juridik och verksamhetsavdelningen.
- Avdelningen för internkontroll arbetar med att upprätthålla förtroendet för kriminalvården genom att se till att bara de mest lämpliga personerna arbetar vid myndigheten. Bland arbetsuppgifterna märks säkerhetsprövning, internutredning, internrevision av anstalter samt kriminalunderrättelsefrågor. Anstaltscheferna lyder under chefen för avdelningen för internkontroll i frågor som rör bevakning, säkerhetsskydd och forskning.[2]

## Historik

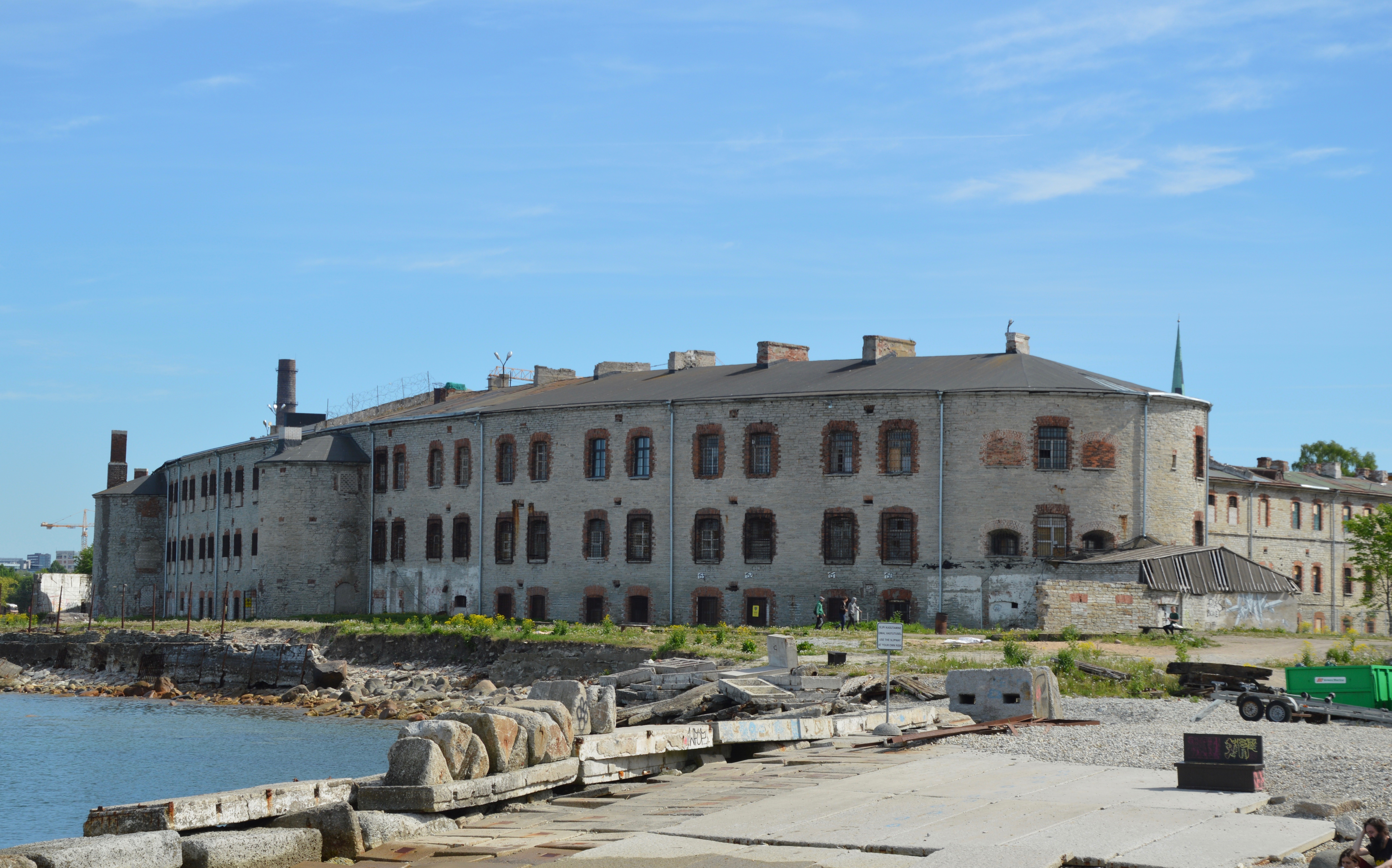
Anstalten Patarei, inrymd i det tidigare fortet Kalaranna.

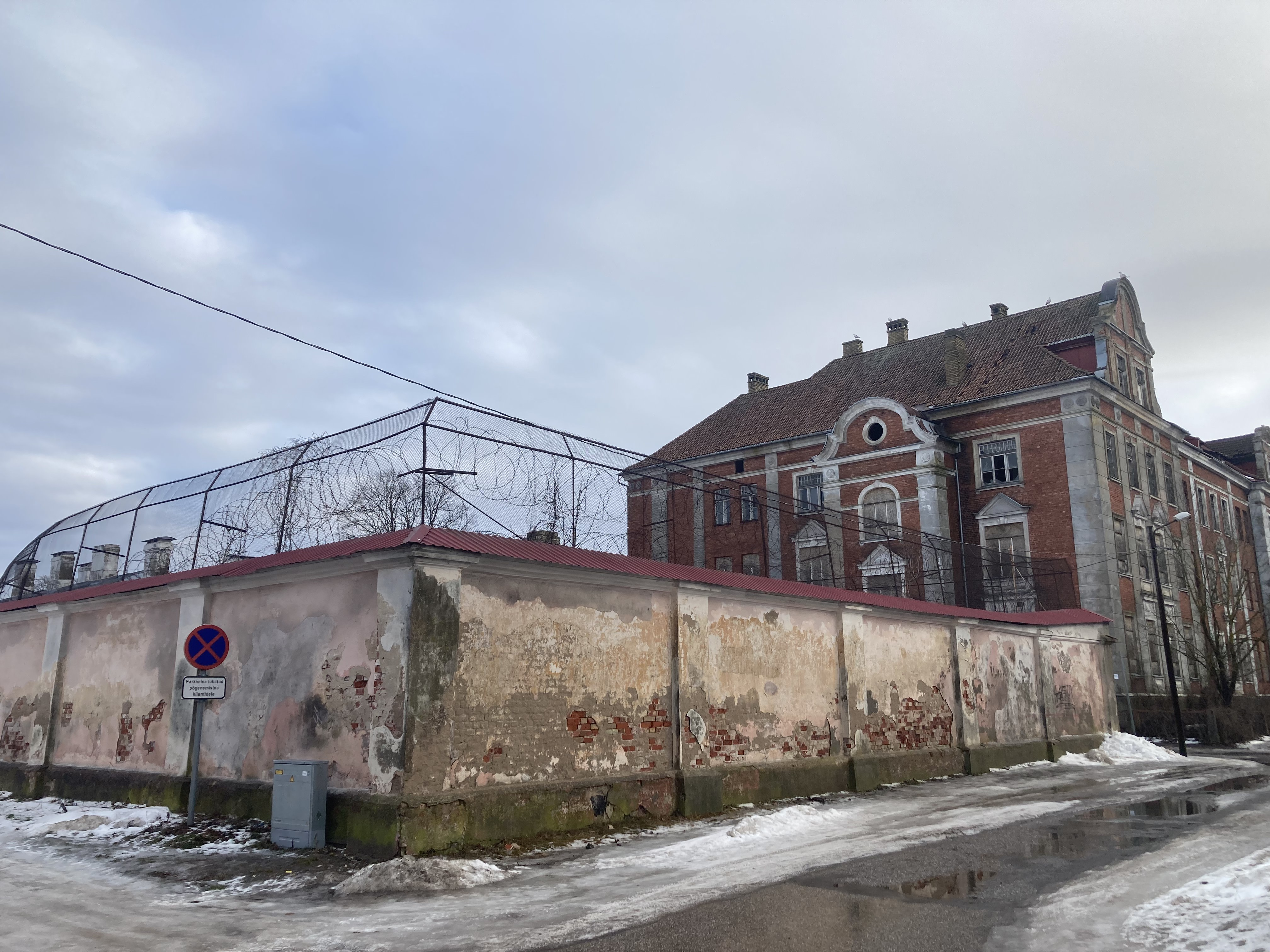
Anstalten Pärnu

Fram till slutet av 1800-talet var alla anstalter och liknande anläggningar (fängelser, häkten, arbetshem, gäldstugor, etc) underordnade Polisministeriet i kejserliga staten Ryssland som i sin tur lydde under det ryska inrikesministeriet. År 1879 skapades en särskild myndighet, Huvudfängelsedirektoratet i den kejserliga staten Ryssland, med syfte att administrera fängelsefrågor. På 1880-talet avvecklades arbetshemmen och gäldstugorna samt andra förvaringsmetoder som sågs som föråldrade. År 1895 underordnades alla anstaltschefer det ryska justitieministeriet som hade det huvudsakliga ansvaret för fängelsefrågor. Anstaltscheferna lydde också under Estlands och Livlands provinsregeringar. 1:a provinsfängelset inrymdes i Dombergets slott och 2:a provinsfängelset i det tidigare kanontornet Tjocka Margareta. År 1918 underställdes antalterna först Republiken Estlands justitiedepartement, och sedan under kriminalvårdsmyndigheten. Under den nya myndigheten inordnades fängelserna i Tallinn, Tartu, Viljandi, Rakvere, Narva, Pärnu, Valga, Haapsalu, Võru, Anstalten Harku, ungdomsvårdsanstalten Harku och länsfängelset Lasnamäe i Tallinn.
I januari 1919 sattes flera krigsfångläger upp för att hysa ryska krigsfångar som tillfångatagits under Estniska frihetskriget. Lägren låg i Allika, Naissaare, Pääsküla, Tartu och Rahumäe. Lägren avvecklades gradvis från 1920.

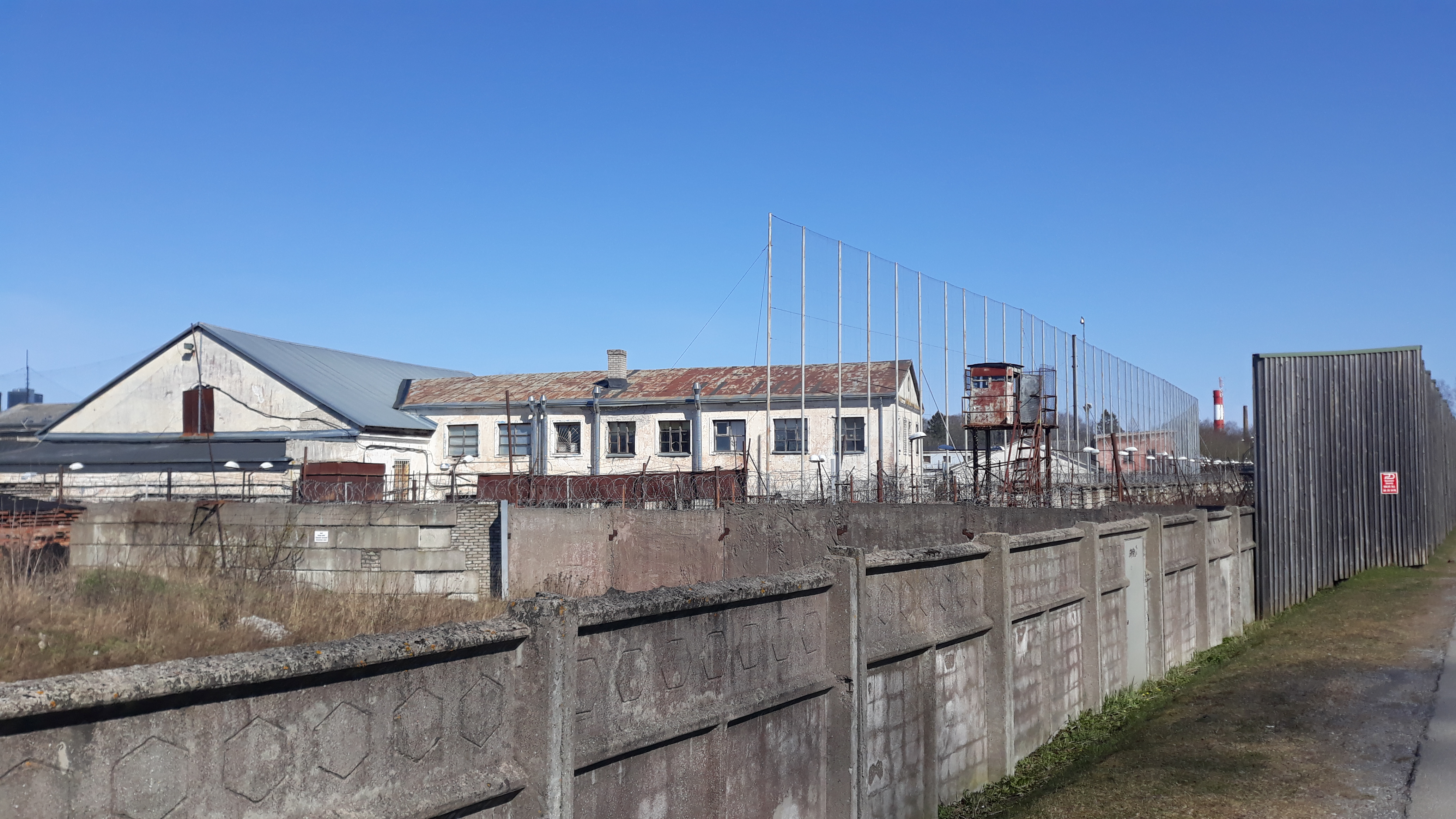
Tidigare anstalten Tallinn.

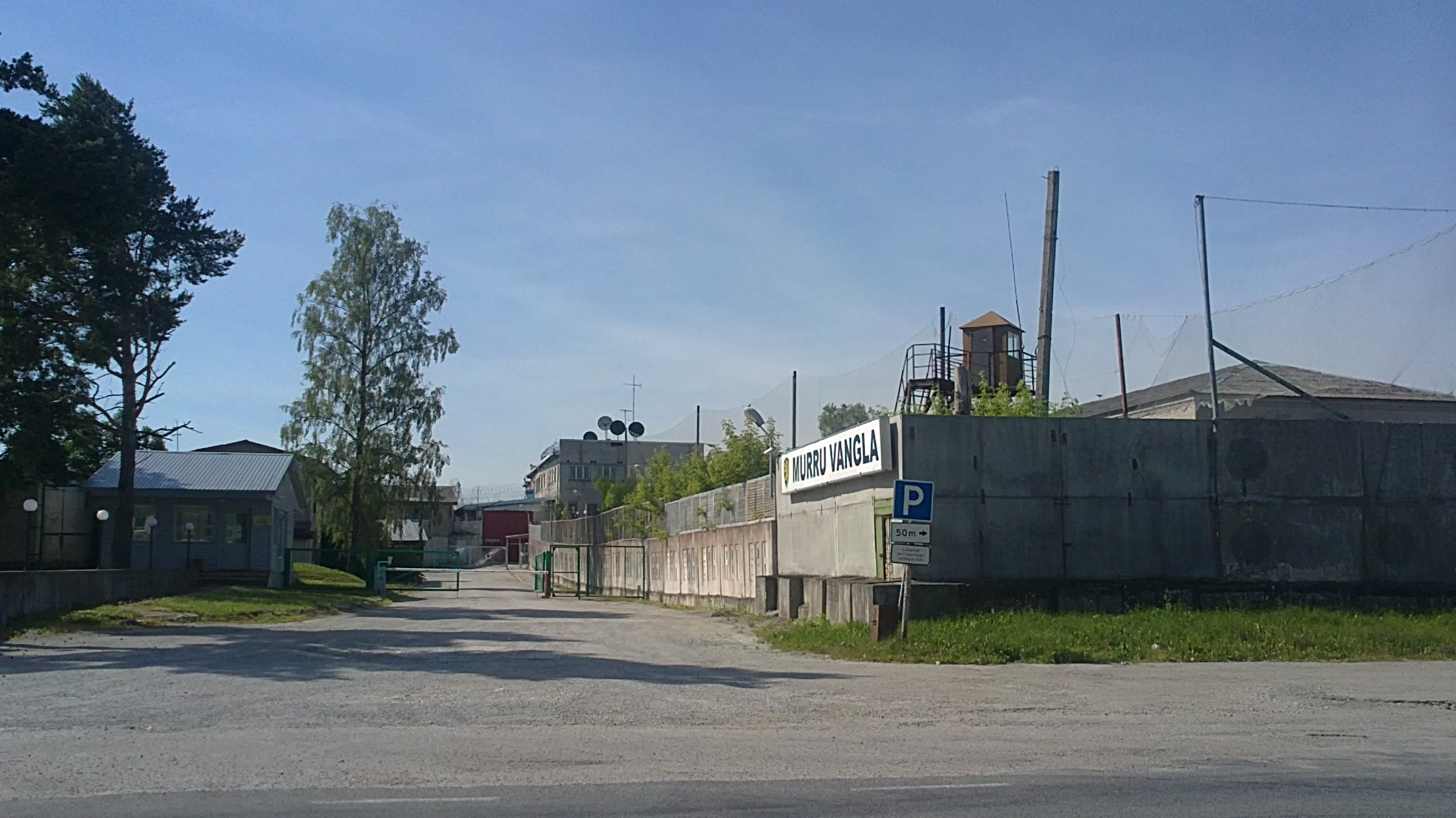
Anstalten Vangla.

Under den estniska sovjetrepublikens tid numrerades de tidigare länsfängelserna enligt följande: fängelse nr. 2 (länsfängelset Lasnamäe), fängelse nr. 3 (länsfängelset Tartu), fängelse nr 4 (länsfängelset Paide), fängelse nr 5 (länsfängelset Rakvere), fängelse nr 6 (länsfängelset Pärnu), fängelse nr 7 (länsfängelset Viljandi), fängelse nr 8 (länsfängelset Kuressaare), fängelse nr 9 (länsfängelset Valga), fängelse nr 10 (länsfängelset Võru), fängelse nr 11 (länsfängelset Narva) och fängelse nr 12 (länsfängelset Haapsalu). Det tidigare anstalten Harku fick namnet fångkoloni nr 1. Dessutom inrättades estniska sovjetrepublikens förundersökningsfängelse nr 1, fångkolonierna JUM 422/1, JUM 422/2, JUM 422/3 (båda i Rummu i Lääne-Harju kommun), JUM 422/4,  JUM 422/5, JUM 422/6, JUM-422/7 i Viljandimaa län (Karksi-Nuia), JUM-422/8 i Rummu stad, Tallinns sjukhus för straffångar JUM 422/9, ungdomsvårdsskolan Viljandi samt arbetskolonier i Harku, Tallinn, Maardu och Pärnu.
Under sovjettiden löd kriminalvården under estniska inrikesministeriet. I fängelserna hölls såväl dömda som häktade. Dn vanligaste fängelseformen var av fångkolonityp  (med namn som ITK-2, ITU-2 och JUM-422/2) och var uppdelade i en bostadszon och en arbetszon. Det fanns också isoleringsfaciliteter och en ungdomsvårdsskola. 17 maj 1990 ändrades benämningen fångkoloni till kriminalvårdskoloni genom myndighetsdirektiv nr 67. Genom samma direktiv sattes den så kallade Förvaringsnämnden upp, som lydde under inrikesministeriet och som tog över kontrollen över alla anläggningar. Genom ett domstolsbeslut 3 maj 1994 bytte alla anläggningar beteckning till fängelse.
Vid tiden då Estland blev självständigt var följande fängelser i bruk:
- Anstalten Maardu (slogs samman med anstalten Tallinn 2004[6])
- Anstalten Patarei (stängd 2005. Fängelsesjukhuset i Patarei slogs samman med anstalten Tallinn)
- Anstalten Pärnu (stängd 2007)
- Anstalten Rummu (slogs samman med anstalten Murru 1 april 2004[7])
- Anstalten Viljandi (stängd 1 maj 2008,[8][9] revs i september 2011.[10])
- Anstalten Ämari (stängd 1 november 2007 [11][12])
- Anstalten Harku (slogs samman med anstalten Murru 15 januari 2011 och blev Anstalten Harku och Murru
- Anstalten Murru (slogs samman med anstalten Harku 15 januari 2011 för att bli anstalten Harku och Murru. Den 1 juni 2016 slogs dessa ihop med anstalten Tallinn och byggnaderna i Harku lämnades.[13]

### Översättning
Den här artikeln är helt eller delvis baserad på material från estniskspråkiga Wikipedia.